# San Andrés, Pinos
San Andrés är en ort i Mexiko.   Den ligger i kommunen Pinos och delstaten Zacatecas, i den centrala delen av landet, 400 km nordväst om huvudstaden Mexico City. San Andrés ligger 2 243 meter över havet och antalet invånare är 581.
Terrängen runt San Andrés är platt norrut, men söderut är den kuperad. Runt San Andrés är det ganska glesbefolkat, med 21 invånare per kvadratkilometer. Närmaste större samhälle är Pinos, 12,9 km söder om San Andrés. Omgivningarna runt San Andrés är i huvudsak ett öppet busklandskap.